# Мейв Дермоді
Мейв Дермоді (нар. 2 листопада 1985)  — австралійська акторка, що мешкає у Сполученому Королівстві. Розпочавши свою кар'єру у п'ять років, наразі має в активі ролі на британському та австралійському телебаченні, у театрі, короткометражних та повнометражних фільмах. Сама акторка свою ціль описує як "вміти кожного разу зіграти різних персонажів, без жодного сліду самої себе".

## Раннє життя
Мати, Сьюзен Мерфі Дермоді (англ. Susan Murphy Dermody), є досить відомим теоретиком кіно, істориком і режисером. Її батько працює психологом. Родина Дермоді заохочувала її любов до літератури та мистецтва і підтримувала її бажання грати: саме мати Дермоді надала можливість п'ятирічній доньці зіграти свою першу роль у фільмі "Дихання під водою" (англ. Breathing Under Water, 1993), який режисувала. Дермоді відвідувала Вищу школу Мосмана (англ. Mosman High School) у Сіднеї, до якого вступила із майже максимально можливими балами (UAI 99.97 зі 100 можливих). Впродовж навчання активно грала у драматичному гуртку, а також Австралійському Театі для молоді. Також закінчила курси у Національному Інституті театрального мистецтва у Сіднеї.

## Кар'єра
Свої перші ролі отримала іще протягом навчання у вищій школі. Наприклад, у цей період вона зіграла у відомому австралійському телесеріалі "Усі святі" (англ. All Saints, 1998) і кількох короткометражних фільмах. Першу головну роль отримала у трилері "Хижі води", за сюжетом якого троє людей потрапляють у пастку у мангрових лісах Північної Території, де на них полює гребенястий крокодил. Її гра у фільмі принесла декілька номінацій найкращої акторки другого плану Австралійської кіноіндустрії. Наступною великою роботою стала її роль у фільмі "Вродлива Кейт" (англ. Beautiful Kate) 2009 року, за яку Дермоді знову отримала номінацію на звання найкращої акторки другого плану Австралійської кіноіндустрії. Згодом зіграла головну роль в успішному фільмі "Гріфф-невидимка" 2010 року і міні-серіалі 2012 року "Байкери: Брати по зброї".
2013 року Дермоді зіграла головну роль Клер Сімпсон у 10-серійному серіалі "Серангун Роуд" разом із Джеремі Ліндсі Тейлором і Доном Хені.
Окрім кіно, часто з'являється на театральній сцені, відігравши ролі зокрема у постановках "Вбивця Джо", "Міра за міру", "Наше місто" і "Чайка", що були поставлені головними театральними компаніями Сіднею.
На Різдво 2015 року, Дермоді зіграла Віру Клейторн у міні-серіалі Бі-Бі-Сі "І не лишилось жодного" за однойменним твором Агати Крісті.

## Фільмографія
| Year       | Title                           | Role                | Notes                                                 |
| ---------- | ------------------------------- | ------------------- | ----------------------------------------------------- |
| 1993       | Дихання під водою               | Мейв                |                                                       |
| 2003       | All Shook Up                    | Біллі               | короткометражка                                       |
| 2003       | Біло-синій комірець             | Аманда Пейн         | Телесеріал (1 епізод)                                 |
| 2006       | Казка міста                     | Дівчина             | короткометражка                                       |
| 2006       | Секретар                        |                     | Пілот для телесеріалу                                 |
| 2006       | Усі святі                       | Тейлор Паттерсон    | Телесеріал (1 епізод (24 епізод 9 сезону))            |
| 2006       | Королівська бухта               | Шарлотта Лі         | Телесеріал (1 епізод)                                 |
| 2007       | Walnut                          | Гізель              | короткометражка                                       |
| 2007       | Хижі води                       | Лі                  |                                                       |
| 2007, 2009 | The Chaser's War on Everything  |                     | Телесеріал (2 епізоди)                                |
| 2009       | Shot Open                       | Амелія Волш         | короткометражка                                       |
| 2009       | Після опівночі                  | Джинні              | короткометражка                                       |
| 2009       | Вродлива Кейт                   | Тоні                |                                                       |
| 2009       | Моє місце                       | Евелін              | Телесеріал (1 епізод: "1918 Берті")                   |
| 2009       | At the Breakfast Table          |                     | короткометражка                                       |
| 2010       | Гріфф-невидимка                 | Мелоді              |                                                       |
| 2010       | Сорока                          | Марта               | короткометражка                                       |
| 2011       | Королі глянцю: народження Клео  | Рейчел Карр         | Міні-серіал                                           |
| 2012       | Леді-детектив місс Фрайні Фішер | Юніс Гендерсон      | телесеріла (1 епізод: "Murder on the Ballarat Train") |
| 2012       | Байкери: Брати по зброї         | Лі                  | Телесеріал (6 епізодів)                               |
| 2012       | Рейк                            | Поллі Несбітт       | Телесеріал (2 епізоди)                                |
| 2012       | Небезпечні засоби               | Джо Вайнер          | Фільм для ТВ                                          |
| 2012       | Almost                          | Емілі               | короткометражка                                       |
| 2013       | Велика гра: Пекер проти Мердока | Анна Мердок         | Міні-серіал                                           |
| 2013       | Серангун Роуд                   | Клер Сімпсон        | Телесеріал (10 епізодів)                              |
| 2013       | Greg's First Day                | Менді               | короткометражка                                       |
| 2014       | Страх темряви                   | Доктор Сара Фейтфул |                                                       |
| 2015       | І не лишилось жодного           | Віра Клейтон        | Міні-серіал від BBC                                   |
| 2016       | 2:22                            | Сенді               |                                                       |
| 2016       | Марчелла                        | Грейс Гібсон        | Міні-серіал                                           |
| 2016       | Ripper Street                   | Пруденс Саммер      | Сезон 5                                               |
| 2016       | Pawno                           | Кейт                |                                                       |
| 2017       | Британські СС                   | Сильвія Меннінг     |                                                       |
| 2017       | Хроніки Франкенштейна           | Естер Роуз          | Телесеріал                                            |
| 2019       | Карнівал Роу                    | Портія Фаєр         | Телесеріал Амазон                                     |

### Нагороди
| Рік  | Нагорода          | Категорія                                | Фільм         | Результат |
| ---- | ----------------- | ---------------------------------------- | ------------- | --------- |
| 2008 | AACTA             | Нагорода найкращій акторці другого плану | Хижі води     | Номінація |
| 2008 | Inside Film Award | Найкраща акторка                         | Хижі води     | Номінація |
| 2009 | FCCA Award        | Найкраща акторка другого плану           | Хижі води     | Номінація |
| 2009 | AACTA             | Найкраща акторка другого плану           | Вродлива Кейт | Номінація |
| 2010 | FCCA Award        | Найкраща акторка другого плану           | Вродлива Кейт | Номінація |
| 2016 | AACTA             | Найкраща головна акторка                 | Pawno         | Номінація |
| 2017 | FCCA Award        | Найкраща акторка                         | Pawno         | Номінація |

## Зовнішні посилання
- Мейв Дермоді на сайті IMDb (англ.)